# 阿倫巴赫河 (羅瑟爾布倫格拉本河支流)
49°50′15.06″N 9°16′42.10″E / 49.8375167°N 9.2783611°E

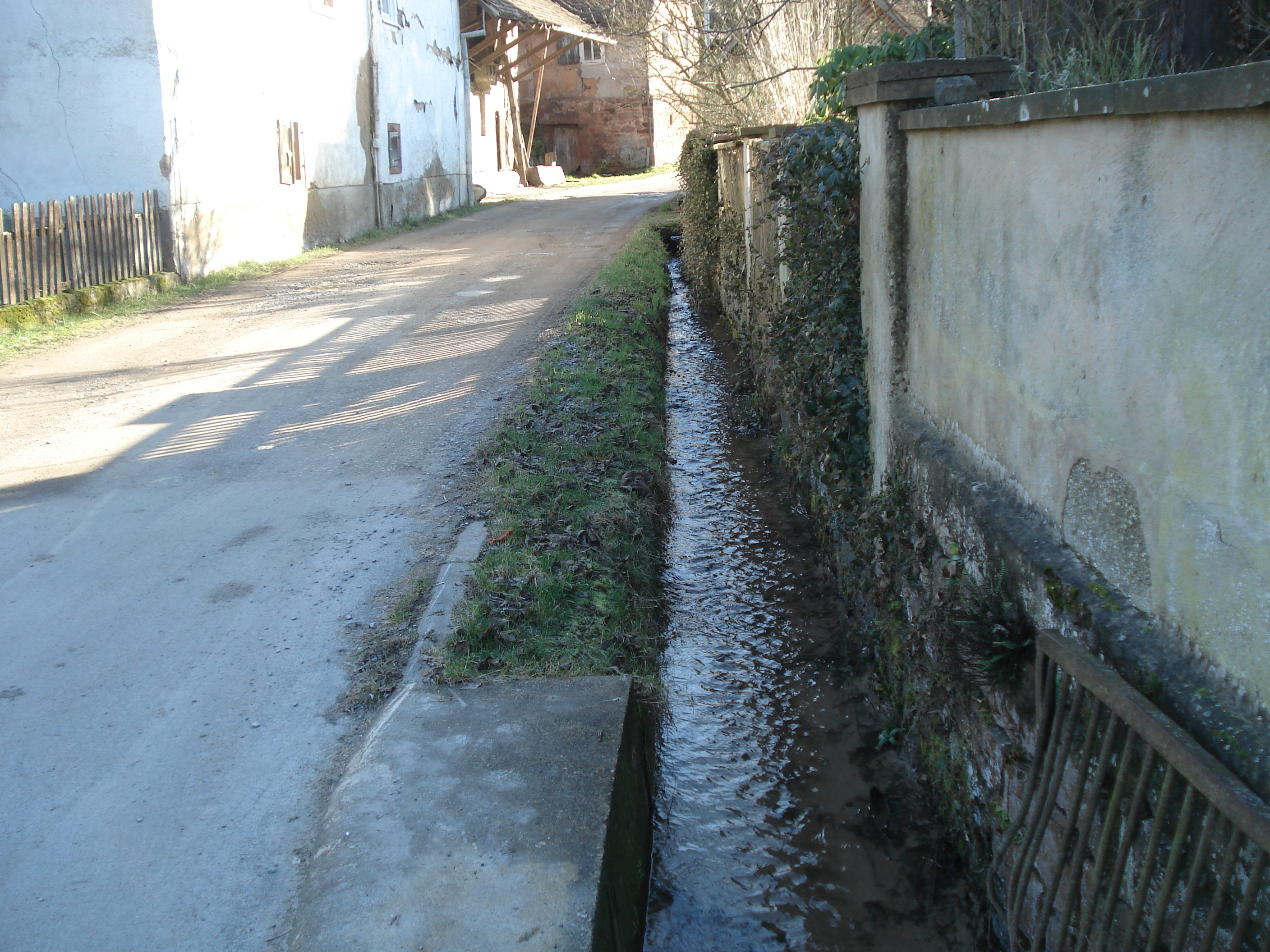

阿倫巴赫河（德語：Aalenbach），是德國的河流，位於該國東南部，由巴伐利亞負責管轄，屬於羅瑟爾布倫格拉本河的左支流，河道全長2.1公里，流域面積2.1平方公里。